# Doble opuesto
Doble opuesto es el segundo álbum de estudio del grupo chileno La Ley. Fue lanzado el 16 de octubre de 1991 y es considerado como el trabajo con el que se hicieron conocidos.
Grabado en los estudios Horizonte, el álbum contó con la producción ejecutiva de Jorge Melibosky, además de Mario Breuer y Andrés Bobe como productores musicales.
Este álbum se caracteriza por un estilo pop rock, comparado con los trabajos que le seguirían a la banda; se demuestra la potencia escénica del grupo, lo que los hace ganar más público en Chile, y acrecentando su expansión por Latinoamérica, este disco les abrió muchas puertas en Perú y sobre todo en Argentina donde ya eran un boom, convirtiendo a la banda en un verdadero producto de exportación, con canciones como «Angie» (cover de The Rolling Stones), «Prisioneros de la piel» y «Doble opuesto». Esta última canción, cuya lírica fue creada por Beto Cuevas y dedicada a Cecilia Amenábar, exmujer de Gustavo Cerati (vocalista de la banda argentina Soda Stereo).
En abril de 2008, la edición chilena de la revista Rolling Stone situó a este álbum como el 21.er mejor disco chileno de todos los tiempos.

## Lista de canciones
| Doble opuesto |                                       |                                                                        |          |  |
| N.º           | Título                                | Escritor(es)                                                           | Duración |  |
| 1.            | «Doble opuesto»                       | Andrés Bobe, Beto Cuevas                                               | 4:27     |  |
| 2.            | «Placer»                              | Andrés Bobe, Beto Cuevas                                               | 4:25     |  |
| 3.            | «En lugares»                          | Andrés Bobe, Iván Delgado                                              | 4:04     |  |
| 4.            | «Desiertos»                           | Rodrigo Aboitiz, Andrés Bobe, Iván Delgado                             | 5:19     |  |
| 5.            | «Que va a suceder»                    | Rodrigo Aboitiz, Andrés Bobe, Iván Delgado                             | 4:22     |  |
| 6.            | «Prisioneros de la piel»              | Andrés Bobe, Beto Cuevas, Luciano Rojas                                | 3:21     |  |
| 7.            | «A veces»                             | Andrés Bobe, Shia Arbulú                                               | 4:41     |  |
| 8.            | «Angie (cover de The Rolling Stones)» | Mick Jagger, Keith Richards                                            | 4:32     |  |
| 9.            | «Sasha»                               | Andrés Bobe, Beto Cuevas, Luciano Rojas                                | 3:48     |  |
| 10.           | «Solo ideales»                        | Rodrigo Aboitiz, Andrés Bobe, Beto Cuevas, Luciano Rojas, Iván Delgado | 4:57     |  |

## Posicionamiento
| Publicación   | País           | Lista                                                   | Año  | Puesto |
| ------------- | -------------- | ------------------------------------------------------- | ---- | ------ |
| Al Borde      | Estados Unidos | Los 250 álbumes más importantes del Rock Iberoamericano | 2006 | 200    |
| Rolling Stone | Chile          | Los 50 mejores discos chilenos                          | 2008 | 21     |

## Personal
- Andrés Bobe – guitarra , teclados
- Mauricio Clavería – batería
- Alberto "Beto" Cuevas - voz
- Luciano Rojas - bajo
- Shia Arbulu - créditos en la pista 7
- Iván Delgado – créditos en Tracks 3,4,5,10
- Rodrigo Aboitiz - créditos en Tracks 4,5,6,10
- Mario Breuer - Productor
- Jorge Melibosky - Productor ejecutivo
- Fernando Casas del Valle - Dirección artística